# アンジェロ・アゴスティーニ

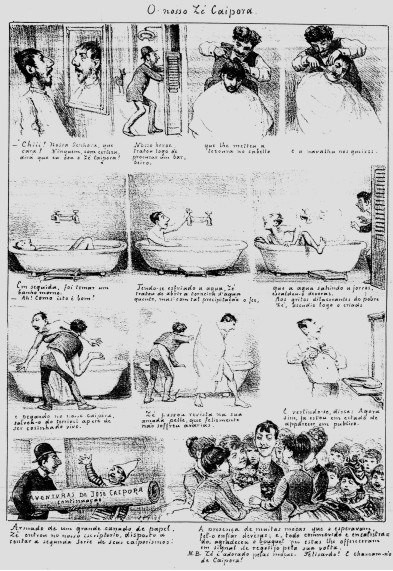
アゴスティーニ作、"A personagem Zé Caipora"(1886)

アンジェロ・アゴスティーニ（イタリア語: Angelo Agostini、1843年4月8日 - 1910年1月23日）は、イタリア生まれのブラジルのイラストレーター、ジャーナリスト、いくつかの出版物の創始者である。

## 略歴
現在のイタリア、ピエモンテ州のヴェルチェッリで生まれた。母親は歌手で、少年時代はパリで育ち、1859年に16歳で母親とブラジルのサンパウロに移った。1864年にサンパウロの雑誌「Diabo Coxo」で風刺画家としての仕事を始めた。その後、「Cabrião」や「 Revista Arlequim」といった雑誌でも仕事をした。 「Vida Fluminense」という雑誌に「ニョ・キンの冒険(As Aventuras de Nhô Quim)」 という連載絵物語を掲載し、これがブラジルの最初の漫画作品とされる。第1回の掲載が1869年1月30日であったことから、ブラジルでは1月30日が、「ブラジルマンガの日」とされている。
1880年代に定期刊行誌「Revista Ilustrada」を創刊し、この雑誌はカーニヴァルを描いた表紙で知られる。1883年に「As Aventuras do Zé Caipora」の連載を始め、連載は数年にわたり、35話まで続いた。この物語は4度、刊行され、流行歌で歌われ、2度、無声映画の題材になった。
1895年にも「Don Quixote」という雑誌を創刊し、この雑誌は1906年まで刊行を続けた。Luiz Bartolomeu de Sousaと少年向け雑誌、「O Malh」も創刊した。
アゴスティーニを称えて名づけられたブラジル漫画賞、「アンジェロ・アゴスティーニ賞」は、1985年以来、「サンパウロ州、漫画家・風刺画家協会(Associação dos Quadrinhistas e Caricaturistas do Estado de São Paulo)」によって授与されている。